# Emili Junoy i Gelbert
Emili Junoy i Gelbert (Barcelona, 1857 - ibídem, 15 de gener de 1931) fou un periodista i polític català, germà de l'escriptor Josep Maria Junoy i Muns.

## Biografia

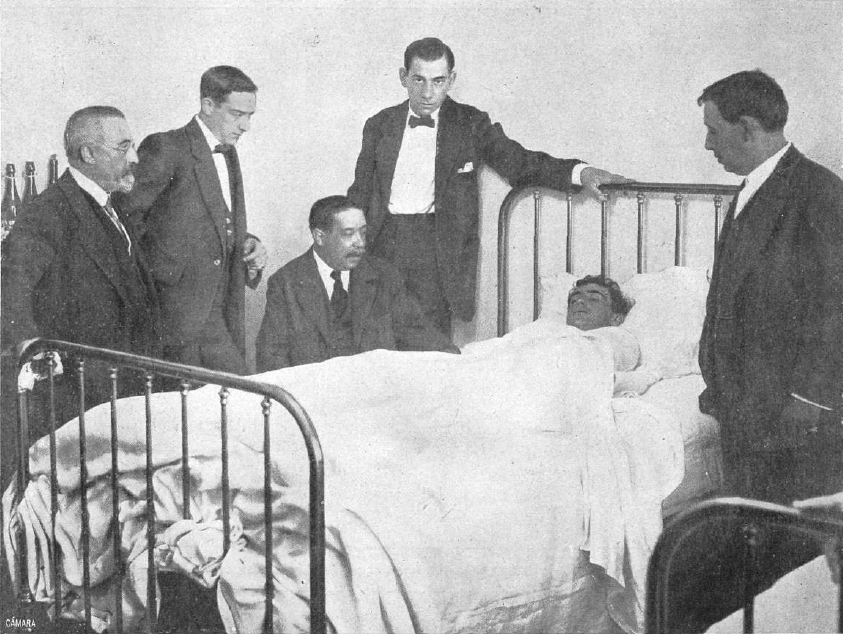
Junoy assegut vora el llit de Joselito després d'haver patit una agafada en 1914

Fou fill adoptiu de Josep Junoy Gelbert, de Puigcerdà. S'inicià com a periodista a Or i Grana i La Campana de Gràcia, però la seva popularitat l'assolí com a redactor i director de La Publicidad (fou conegut com el Negret de la Rambla). D'idees republicanes i proper a Nicolás Salmerón, fou contrari que el Partit Demòcrata Possibilista ingressés al Partit Liberal, i fou elegit diputat pel districte de Manresa a les eleccions generals espanyoles de 1893. El 1897 ingressà al Partit de Fusió Republicana, amb el que el fou elegit diputat per Barcelona a les eleccions generals espanyoles de 1898.
Durant el seu mandat parlamentari va participar en la campanya que demanava la revisió del procés de Montjuïc. El 1901 va fer amistat amb Alejandro Lerroux, i fou diputat per Unió Republicana a les eleccions generals espanyoles de 1903 i pel sector lerrouxista d'Unió Republicana a les de 1905. El 1906, però, deixà el partit i formà part de l'Esquerra Catalana, amb la que fou elegit diputat per la Solidaritat Catalana a les eleccions generals espanyoles de 1907 i senador per la província de Barcelona el 1908. Durant la campanya de les eleccions de 1907 fou víctima d'un atemptat lerrouxista contra ell i altres dirigents unionistes, en el que va resultar ferit de bala Francesc Cambó. El 1910 va ingressar a la Unió Federal Nacionalista Republicana. El 1928 intentà una entesa entre Francesc Cambó i Miguel Primo de Rivera que no es va arribar a concretar.
Es va casar l'any 1907 amb Leonor Ortega Pecino. Va morir a Barcelona a la Clínica Serrallach.